# Здание торгового дома «Кунст и Альберс» (Владивосток)
Универсальный магазин торгового дома «Кунст и Альберс» (Владивостокский ГУМ) — памятник градостроительства и архитектуры Владивостока. Построен в 1906—1907 годах по проекту архитектора Георга Юнгхенделя и инженера А. К. Иогансона в стиле романтического модерна. Заказчиком строительства выступил торговый дом «Кунст и Альберс» — крупнейшая дальневосточная дореволюционная торгово-промышленная компания.
Здание на протяжении всей истории своего существования не меняло функциональное назначение: с 1907 по 1930 год в нём располагался универсальный магазин «Кунст и Альберс», а с 1934 года — Владивостокский ГУМ, образцово-показательный советский магазин. В настоящий период памятник архитектуры продолжает использоваться как торговое здание.
Расположенное в историческом центре Владивостока на Светланской улице здание является объектом культурного наследия России. Благодаря высокому художественному исполнению декора фасадов и интерьеров, богато украшенных архитектурными деталями, и высокой сохранности здание универмага относят к «золотому фонду» архитектурного наследия Дальнего Востока России.

## История

### Дореволюционный период
Территория в историческом центре Владивостока по адресу Светланская улица, дома №№ 33 и 35, и улица Уборевича, дом 3, в настоящее время находящаяся в собственности ОАО «Владивостокский ГУМ», в дореволюционный период принадлежала Торговому Дому «Кунст и Альберс». Первоначально — как частная собственность его учредителей: Густава Кунста, Густава Альберса и Адольфа Даттана. С 1914 года — полностью как собственность фирмы.

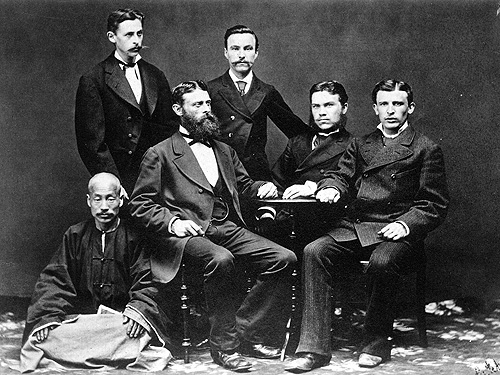
Кунст, Альберс и Даттан в 1880 году.

Густав Кунст родился 16 октября 1836 года в семье гамбургского коммерсанта Иоганна Германа Дидериха Кунста. В 1857 году он завершил коммерческое образование в фирме «Ваксвут и Крогман» и отправился в Восточную Азию. В 1859 году организовал в Шанхае небольшую компанию под маркой «Кунс и Рёль», однако к 1864 году фирма оказалась на грани банкротства.
Густав Альберс родился 16 августа 1838 года в семье гамбургского ювелира Николауса Вильгельма Альберса. Решивший стать моряком, Альберс в возрасте 14 лет ушёл в море на судне «Аугусто». За шесть лет плавания, он посетил Южную Америку, Южную Африку и Индию. В феврале 1860 года сдал экзамен в Гамбургской навигационной школе и стал штурманом первого класса. В апреле того же года на борту судна «Миранда» он отплыл на Дальний Восток. 8 августа 1864 года барк «Оскар», на котором служил Альберс, потерпел крушение у берегов Маньчжурии. Альберсу удалось добраться до Шанхая.
В августе 1864 года Кунст и Альберс познакомились в Шанхае. Кунст рассказал новому другу о своей поездке в начале 1864 года из Европы в Китай через Сибирь, о больших перспективах в торговле на русском Дальнем Востоке, особенно в немногочисленных тогда тихоокеанских портах, где с 1860 года действовал режим порто-франко. Друзья решили попытать счастья в новом русском порту — Владивостоке. Они зафрахтовали бриг «Мета», загрузили его продуктами долгого хранения и отправили его сначала в Ольгу, а потом во Владивосток. 16 сентября 1864 года «Мета» с Густавом Альберсом на борту вошла в бухту Золотой Рог. Альберс арендовал избу, переоборудовал её в лавку и занялся торговлей под своим именем. Летом 1865 года Густав Кунст также прибыл во Владивосток.

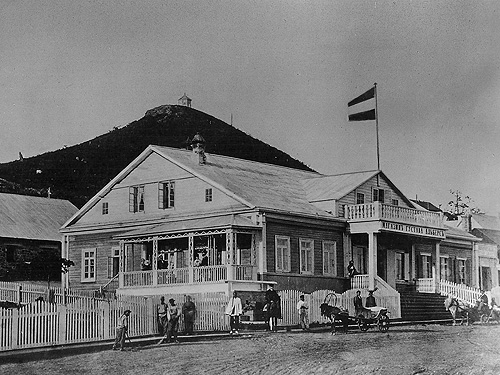
Первый деревянный магазин «Кунст и Альберс», 1876 год.

Благодаря порто-франко и торговым навыкам компаньонов дела фирмы шли в гору. В 1866 году был построен собственный деревянный магазин компании во Владивостоке и открыт филиал в Посьете. Весной 1874 года Альберс прибыл в Гамбург, где закупил большую партию европейских товаров. 10 декабря 1874 года товары были отправлены во Владивосток на барке «Сатурн». Сопровождал груз двадцатипятилетний начинающий коммерсант Адольф Трауготт Даттан. Он стал первым немецким служащим, нанятым в фирму. Адольф Даттан родился 22 октября 1854 года в Тюрингии в местечке Рудерсдорф недалеко от Веймара в семье евангелического пастора. Вырос в бедности, по окончании народной школы прошёл обучение коммерции в одном из магазинов города Наумбурга. Перебравшись в Гамбург, он вёл бухгалтерию в ювелирном магазине Фрица Альберса, который рекомендовал юного бухгалтера брату Густаву. Начав службу простым бухгалтером, Даттан со временем стал полноправным компаньоном торгового дома.
В 1880-е годы торговый том сильно разросся, имел универсальные магазины во всех городах и важнейших пунктах Приамурского края, отделение в Гамбурге. Род занятий фирмы был самым разнообразным: от торговли до складского хозяйства, транспортных и банковских услуг и страхования. К концу XIX — началу XX века фирма стала одной из крупнейших торгово-промышленных компаний Дальнего Востока. Предприятие имело отделения и магазины во всех крупных городах края, в Маньчжурии и Японии.

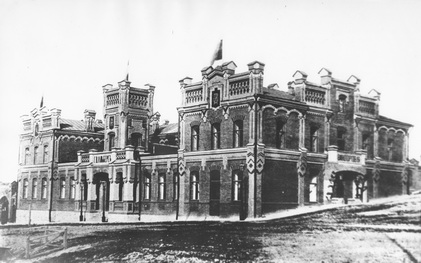
Первое каменное здание магазина (1882—1884).

Застройка городского квартала, в котором позже расположилось здание универмага, исторически представляла собой единый комплекс. Причина этого состояла в политике торгового дома «Кунст и Альберс», который ориентировался на обслуживание городской элиты (офицерства и администрации) и возводил свои магазины в ключевых местах городского пространства. Позиционирование универмагов фирмы как центров «престижного потребления» задавало более высокий уровень комфорта и прилегающего пространства: электрификацию, устройство мостовой, водоотводов, нарядных витрин с экзотическими товарами. «Кунст и Альберс» стремились сконцентрировать на одном участке все объекты инфраструктуры, и в итоге все постройки фирмы в крупных дальневосточных городах образовывали единые комплексы — так называемые «немецкие колонии», включавшие торговые, складские, жилые, конторские, производственные, общественные строения, позволявшие персоналу вести изолированный от города образ жизни.
В 1881 году компания приобрела земельные участки в квартале № 4 Первой городской части Владивостока. Квартал № 4, ограниченный улицами Светланской, Суйфунской (сейчас — улица Уборевича), Пекинской (сейчас — улица Адмирала Фокина) и Китайской (сейчас — Океанский проспект), включал в себя восемь земельных участков: с № 12 по № 19, семь из которых принадлежали торговому дому. На участке № 13 (вдоль улицы Светланской) и на соседнем с ним участке № 12 (на углу Светланской и Суйфунской) в период 1882—1907 годов «Кунст и Альберс» последовательно построили три больших здания для своего универсального магазина.
Первое здание было заложено в 1882 году на угловом участке. Строительство было окончено весной 1884 года. По проекту 1887 года на улице Пекинской на участке № 17 было построено одноэтажное складское здание с цокольным этажом. На участке № 14 было возведено трёхэтажное здание с магазинами на первом этаже, выходящее на Светланскую улицу, и складское в глубине участка (Светланская, 31б). В 1892—1894 годах рядом, на участке № 12, был построен большой склад, выходящий главным фасадом на Суйфунскую улицу. На соседнем участке № 19 (на углу Суйфунской и Пекинской улиц) в начале 1890-х годов была построена электростанция торгового дома. Между 1893 и 1899 годами рядом с электростанцией были выстроены два жилых дома.

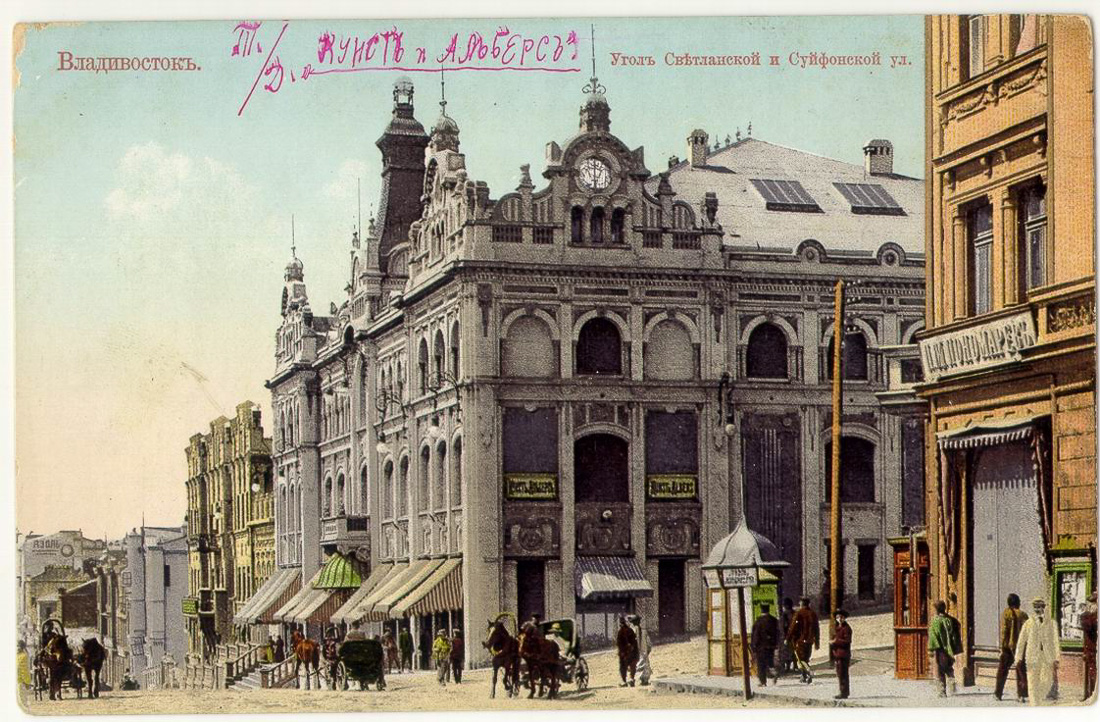
Новое здание магазина на открытке 1900-х годов.

В 1899—1900 годах старый магазин был расширен пристройкой с северной стороны. В те же годы на участке № 13 велось строительство нового трёхэтажного здания универсального магазина, обошедшееся фирме в 145 тыс. рублей (Светланская улица, 33). Новое здание было просторнее старого и смогло вместить, помимо торговых отделов, конторы фирмы, банк, отделение морских перевозок и службы доставки товаров. Со временем в помещениях разместились 18 самостоятельных торговых отделов; здесь торговали галантереей, ювелирными изделиями, товарами для путешественников, оптикой, охотничьим оружием, парфюмерией, скобяными изделиями, льняным бельём, тканями, аптекарскими и колониальными товарами, винами, дамским и мужским конфекционом, стеклом и фарфором, а также мехами и кожаными изделиями.
В октябре 1905 года в ходе первого владивостокского восстания в магазине «Кунст и Альберс» были выбиты двери, а весь товар разграблен. В 1906 году первое здание универсального магазина на углу улиц было разобрано, а на его месте выстроено новое, трёхэтажное, оконченное в 1907 году (Светланская улица, 35). Проектированием и строительством нового здания занимались архитектор Георг Юнгхендель и инженер А. К. Иогансон. Новый магазин был построен на фундаменте и части стен старой постройки. Помещения нового здания были соединены с помещениями Универсального магазина по Светланской улице, 33 посредством исторической вставки.
Альфред Альберс, младший совладелец торгового дома, позже писал о главном магазине фирмы во Владивостоке:
В кризисные годы универмаг постоянно оказывался становым хребтом многосторонней деятельности фирмы. Ежедневная торговля за наличные давала фирме средства выстоять при любом экономическом и политическом кризисе. Из подобных коллизий она выходила без малейшего ущерба для себя, даже наоборот — окрепнув, поскольку постоянно могла сбывать свои товары и без проволочек пополнять склады товарами обанкротившихся конкурентов.Альфред Альберс, младший совладелец «Кунст и Альберс».

### Советский период

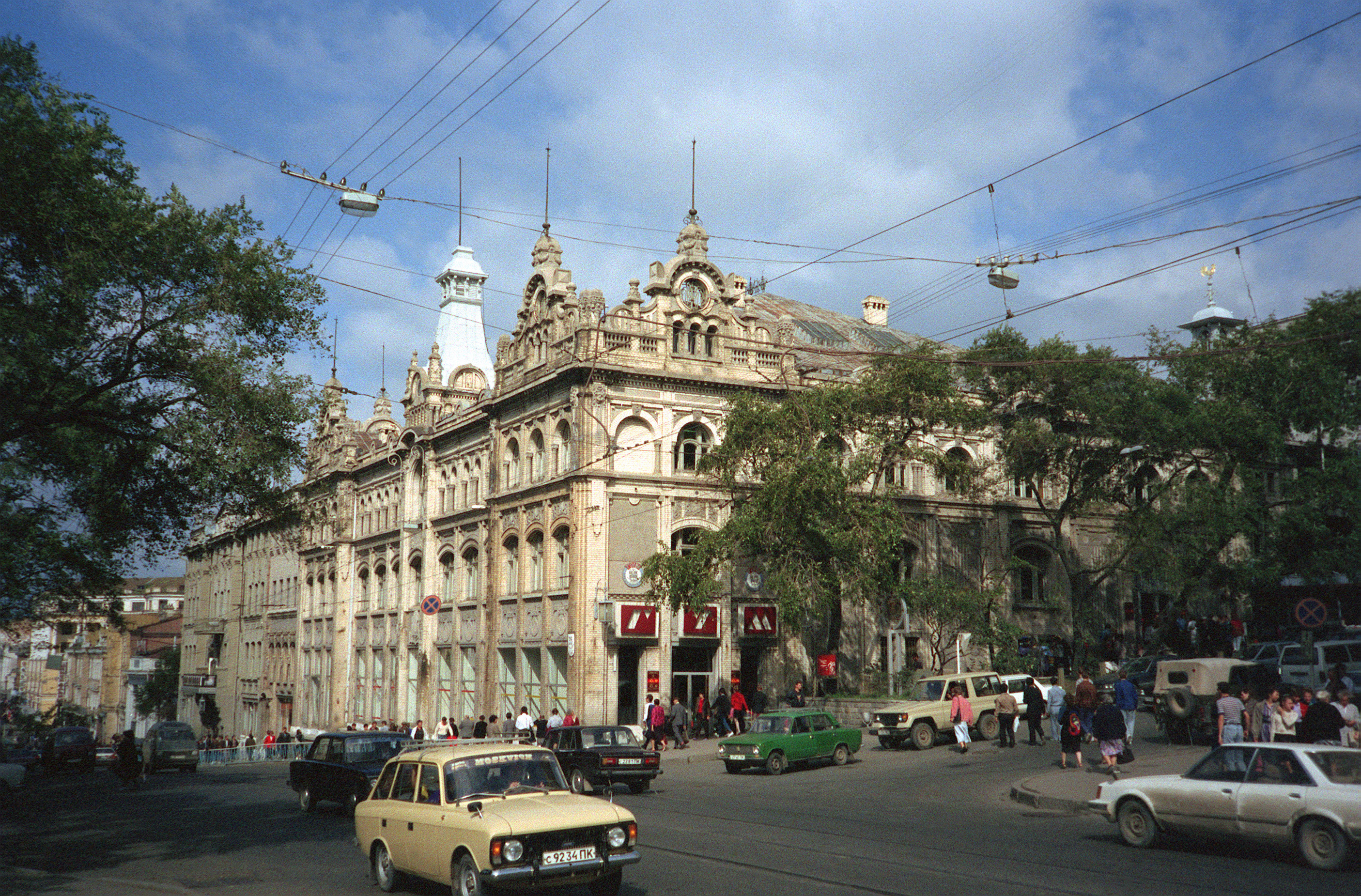
Здание в 1992 году. На фасаде видно вывеску «ГУМ».

В годы гражданской войны и иностранной интервенции торговый дом продолжал деятельность, хотя и в меньших масштабах. После советизации Дальнего Востока фирма не была ликвидирована и в течение семи лет оставалась одним из крупнейших частных торгово-промышленных предприятий региона. Ситуация объяснялась неуверенностью советских властей в возможности наладить торговлю без частных компаний. Административное давление на торговый дом начало нарастать с середины 1920-х годов. В начале января 1925 года власти Владивостока потребовали от фирмы передать городу большую часть её строений, в том числе все здания магазина.
Руководство фирмы пыталось сопротивляться принудительной муниципализации, расценив его как национализацию частного торгово-промышленного предприятия. Поданные жалобы не возымели успеха и в мае 1925 года здания окончательно отошли в собственность города. Местные власти сразу же предложили торговому дому взять экспроприированные строения в аренду. В конце 1920-х годов, в связи со сворачиванием политики НЭПа, началось активное наступление на частную торговлю в регионе. Торговому дому стали выставлять непомерную арендную плату, сократили отпуск товаров, ужесточили условия расчёта и запретили брать кредиты. Эти меры привели к закрытию предприятия.
Вследствие ликвидации «Кунст и Альберс» в июне 1930 года, бывшая недвижимость торгового дома два года не использовалась, после чего участки № 12, 13, 18, 19 с постройками, были переданы вновь созданному Владивостокскому государственному магазину (ГУМу). Торжественное открытие ГУМа состоялось 26 июля 1934 года. Сначала магазин использовал только здание на Светланской улице (тогда — Ленинской улице), 35 (литер А). Владивостокский ГУМ входил в так называемую образцово-показательную торговую сеть. Образцовые универмаги, показательные продуктовые магазины и специализированные показательные магазины промышленных наркоматов стали открываться в крупных городах по всей стране с 1933 года. Наркомторг специально утвердил для них прейскурант с повышенными ценами, иначе бы работать в условиях дефицита и огромного неудовлетворённого спроса такие магазины не могли. Накануне и после отмены карточной системы ГУМ занимал монопольное положение в торговле дефицитными продовольственными и промышленными товарами высшего качества.
При реконструкции Светланской улицы в 1960-е годы у здания были срезаны ступенчатые тротуары, служившие своеобразными подпорными стенками по фасаду, и частично оголён фундамент. В тот же период к дворовому фасаду магазина были сделаны дополнительные кирпичные пристройки.
Решениями Приморского крайисполкома № 638 от 26 августа 1983 года и № 125 от 27 февраля 1987 года (а так же позже Постановлением Думы приморского края № 314 от 27 марта 1996 года) здания по адресам улица Светланская, 33 и улица Светланская, 35 были включены в список памятников истории и культуры местного (краевого) значения.

### Современное состояние памятника
В 2006 году студенты под руководством А. А. Толкачёвой, старшего преподавателя кафедры интерьера Дальневосточного государственного технического университета, проводили полевое исследование по фиксации интерьера ГУМа и его оборудования. В результате выяснилось, что здание было в удовлетворительном состоянии: сохранилась металлическая лестница со штампом завода «Eisenwerk Joly Wittenberg», светильники и капители колонн, декорированные растительным орнаментом, метлахская плитка пола, зеркала и витражи в стиле модерн, лепнина, радиаторы с причудливым рисунком, резные перила, ажурные кованные решётки. Под окнами располагались круглые металлические элементы — система вентиляции. Сохранилось даже торговое оборудование: сейфы, кассовые аппараты и витрины, выполненные из стекла и дерева.

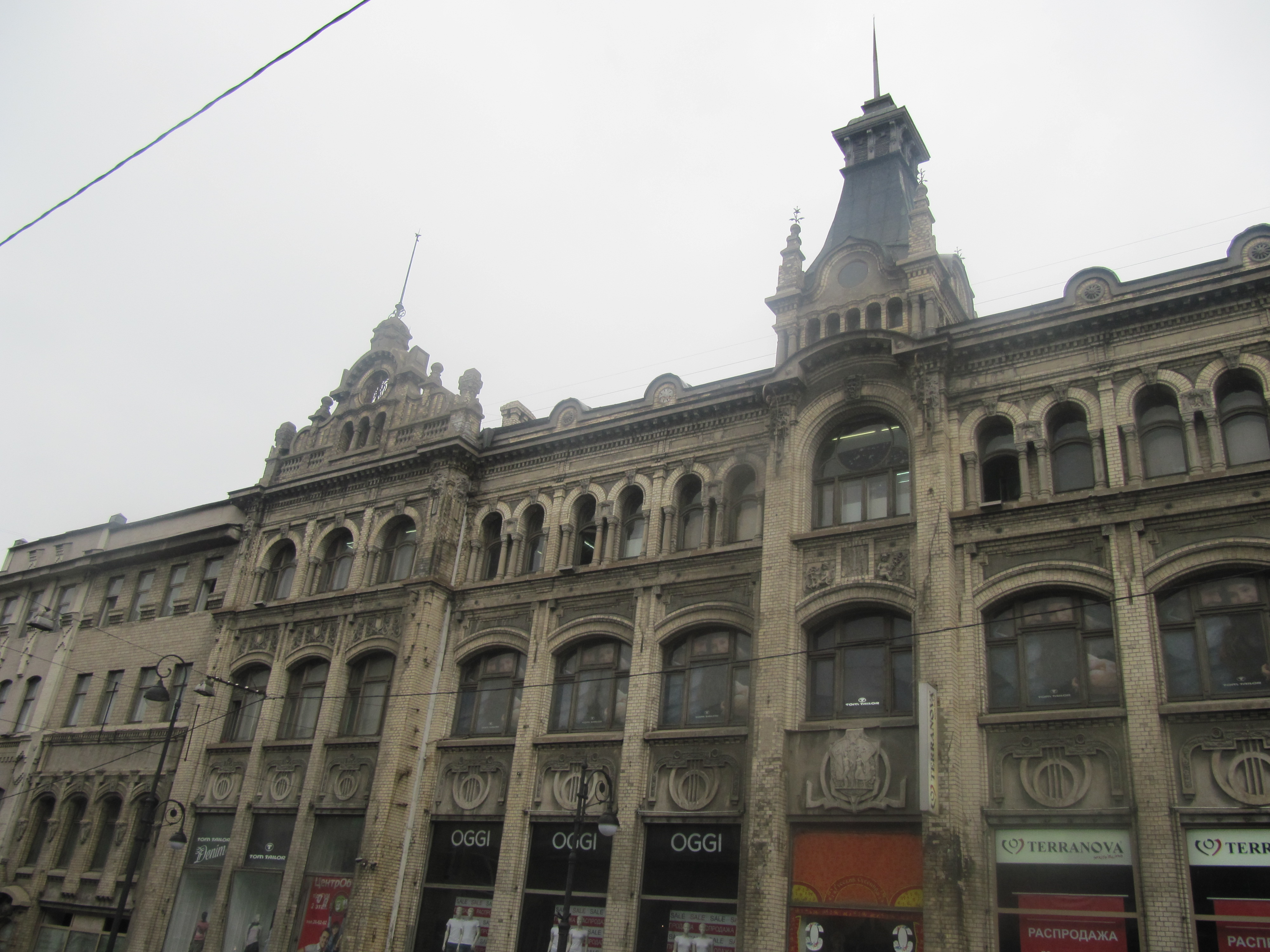
Состояние здания до реставрации (2011).

В декабре 2013 года была закончена масштабная внешняя реставрация здания, первая в его истории. Однако уже в начале 2014 года собственник здания ОАО «Владивостокский ГУМ» начал внутри здания не согласованные строительные работы. Эксперт в области проведения государственной историко-культурной экспертизы, советник Российской академии архитектуры и строительных наук, член-корреспондент Академии архитектурного наследия Анна Мялк рассказывала, что внутри здания появились глухие «короба», ставились перегородки, перекрывшие оконные проёмы, историческую систему вентиляции и литые чугунные батареи. Департамент культуры Приморья приостановил работы. «В рамках реконструкции ГУМа от собственников на согласовании в департамент поступали заявления о ремонте фасада, оконных проемов и восстановление центрального исторического входа в здание. Ремонтные работы, которые проводятся внутри помещения, не согласованы с департаментом и требуют детальной проработки», — объясняла директор департамента Анна Алеко.
В начале апреля 2014 года во Владивосток прибыли эксперты: академик Академии архитектурного наследия, председатель Совета по наследию Союза архитекторов РФ, член экспертного совета по охране культурного наследия при Росохранкультуре Ирина Маркина и ректор Института искусства реставрации, академик Академии архитектурного наследия Елена Копылова. Перед ними стояла задача определить, возможно ли приспособить внутренние помещения ГУМа под торговые площади магазина Zara. По словам Анна Мялк, когда эксперты увидели результаты незаконных работ, они «ужаснулись». В подписанном экспертами Маркиной, Копыловой и Мялк протоколе рабочего совещания от 4 апреля говорилось: необходимо демонтировать перегородки из гипсокартона, согласовать установку передвижных стендов-ширм, восстановить исторические инженерные системы здания, в течение трех лет решить вопрос о реставрации полов.
В итоге, реставрация, сопровождавшаяся многочисленными нарушениями, завершилась в 2015 году. В процессе реставрационных работ (2013—2015 гг.) был реализован проект приспособления исторического интерьера к современным условиям использования здания. Были установлены новые системы кондиционирования и пожаротушения, для монтажа которых был понижен уровень потолка. По заверениям директора ОАО «Владивостокский ГУМ» Виталия Слюсарёва, историческая лепнина должна была остаться в целости, при этом в местах понижения потолка её предполагалось продублировать (создать точную копию из тех же материалов), что было предусмотрено новым проектом реставрация, однако так и не реализовано. Потолок с лепниной был сохранён в основных торговых залах, а по ровным поверхностям потолка проведено техническое оснащение. В остальных помещениях потолок был понижен, скрыв ряд рельефных элементов.
Проблемы в реконструкции касались также светильников и фрагментов лестничного ограждения, в которых не были восстановлены утраченные части. При этом некоторые элементы декора были удалены, например, декоративная панель, расположенная на стене в месте крепления перил. В ходе работ были скрыты оригинальная лестница, ведущая на чердак, витражи, радиаторы и вентиляционные решётки. Оригинальная напольная плитка для сохранения была покрыта консервирующим слоем и накрыта сверху современным напольным покрытием с кардинально иным световым решением. Небольшой фрагмент старой метлахской плитки сохранили открытой рядом с лифтом.
Наиболее заметны были изменения в экстерьере здания: были проведены работы по очистке и защите фасада, открывшие первоначальное цветовое решение фасадной плитки; центральный вход был возвращён на своё историческое первоначальное место, на главном фасаде со стороны улицы Светланской.

## Архитектура

### Расположение и стиль

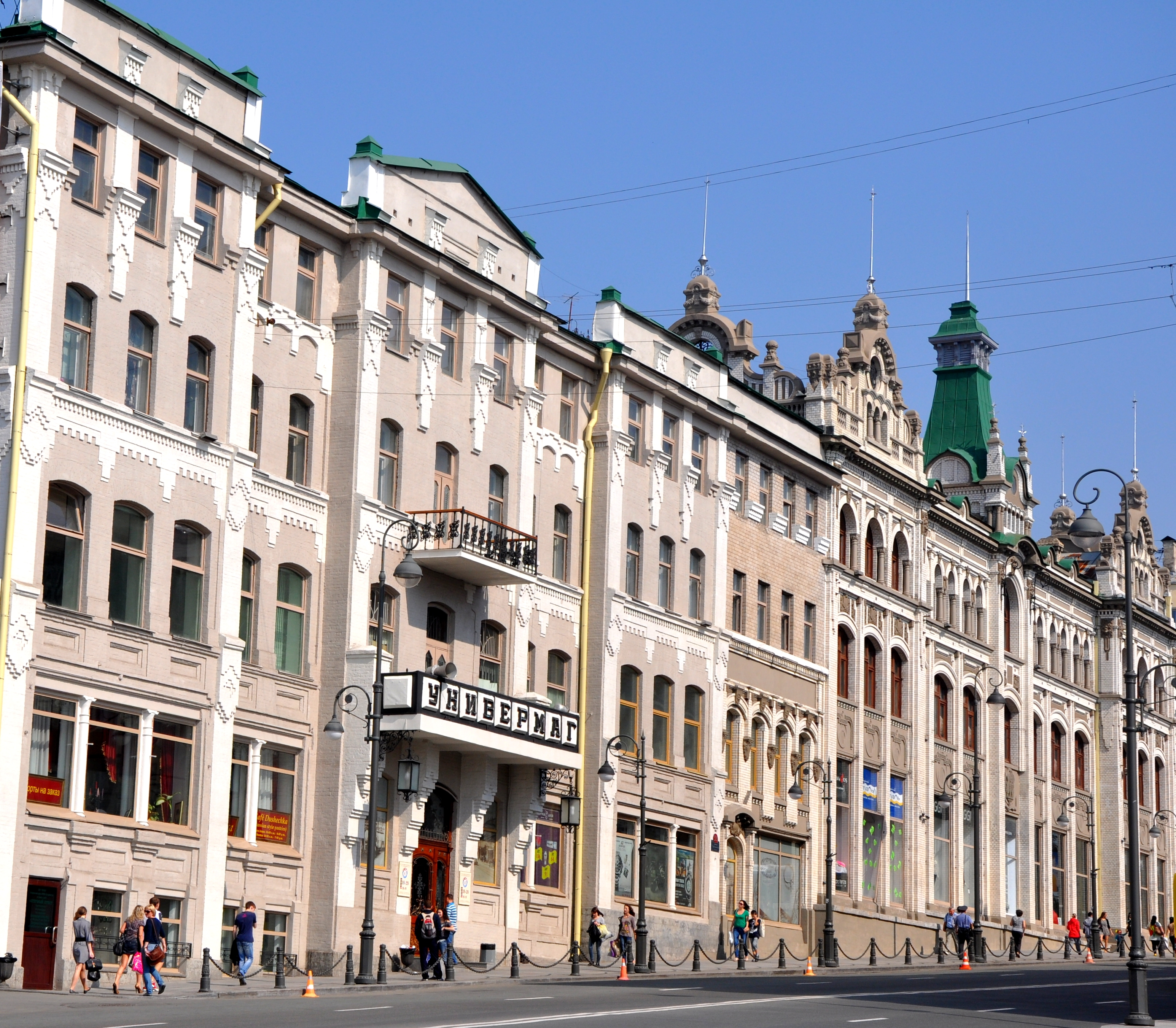
Единый фасад зданий №№ 33 и 35 по Светланской улице.

Здание универсального магазина трёхэтажное, прямоугольное в плане. Стены облицованы декоративной силикатной плиткой гамбургского производства. Расположено на углу квартала у перекрёстка улиц Светланской и Уборевича. Ориентировано главными фасадами: юго-западным — вдоль оси улицы Светланской, юго-восточным — вдоль оси улицы Уборевича. Входы в здание, предназначенные для посетителей, расположены с юго-восточной и юго-западной стороны. Юго-западный вход с улицы Светланской в советское время был заложен кирпичом, но заново открыт в 2014 году.
Помещения здания на всех этажах соединены с помещениями Универсального магазина на Светланской, 33 с помощью исторической вставки (литер А1) и пристроенной к ней позже современной вставки (литер 2в). Исторически оба здания были объединены сразу при строительстве нового Универсального магазина по Светланской, 35 и фактически представляют собой единый объект.
Архитектурный стиль универмага определяют как романтический модерн, в котором органично соединены элементы необарокко и модерна. Предвестником стилистического решения здания исследователи называют Дом Даттана (1903, арх. Г. Юнгхендель). В декоративной обработке фасадов и интерьеров причудливо сочетаются элементы дальневосточного и европейского модерна, средневековой германской архитектуры, барокко, европейские и азиатские мотивы.

### Планировка

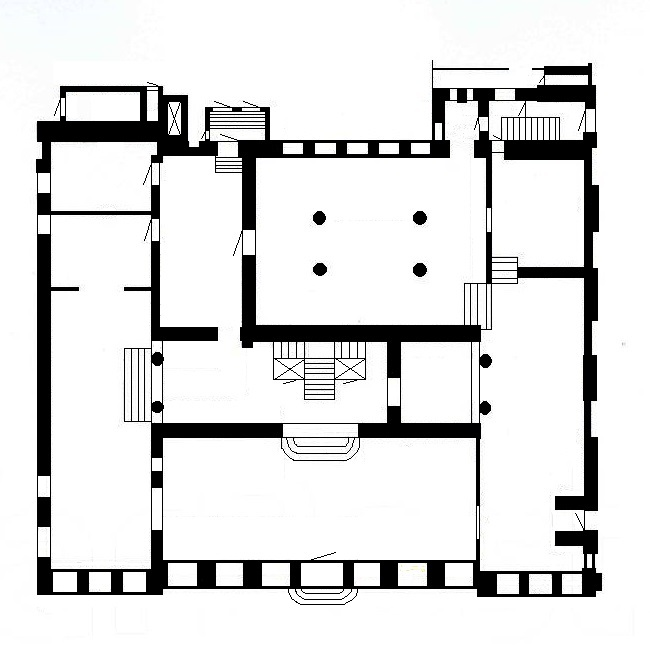
План первого этажа.

Организация внутреннего пространства здания претерпела влияние дальневосточных торговых традиций, в большой степени сформированных немецкими предпринимателями. Для Дальнего Востока в большей степени был характерен анфиладный тип планировки, превалировавший над ячеистой структурой (характерной для гостиных дворов европейской части России, ведших историю ещё с XVII века). Первый тип организации пространства закреплял восприятие за торговлей праздничного смысла, исторически связанного с ярмарками. Тенденция превращения торговых помещений в места демонстративного потребления достигла вершины именно в интерьерах и планировке универмагов, принадлежавших фирме «Кунст и Альберс».
При проектировании универмага были отработаны приёмы компоновки крупных залов и небольших конторских помещений. Универмаги изначально отличались от торговых рядов тем, что их внутренне пространство выстраивалось анфиладой. С увеличением этажности фокус визуальной оси сместился с горизонтального на вертикальный: главным акцентом в построении стала служить парадная лестница. В универмаге «Кунст и Альберс» торговые залы представляли собой последовательно раскрывающуюся анфиладу торговых залов, и были как бы «нанизаны на лестницу» — общую визуальную ось.
Из-за того, что владивостокский универмаг представляет собой сооружение, скомпонованное из разновременных построек, возведённых на сложном рельефе, возникла некоторая трудность в восприятии его внутреннего пространства в качестве единого целого: важнейшую роль в построении играют многочисленные лестницы; организация полезной площади несовершенна — в здании имеются многочисленные узкие шлюзы, переходы, межъярусные площадки.

### Экстерьер

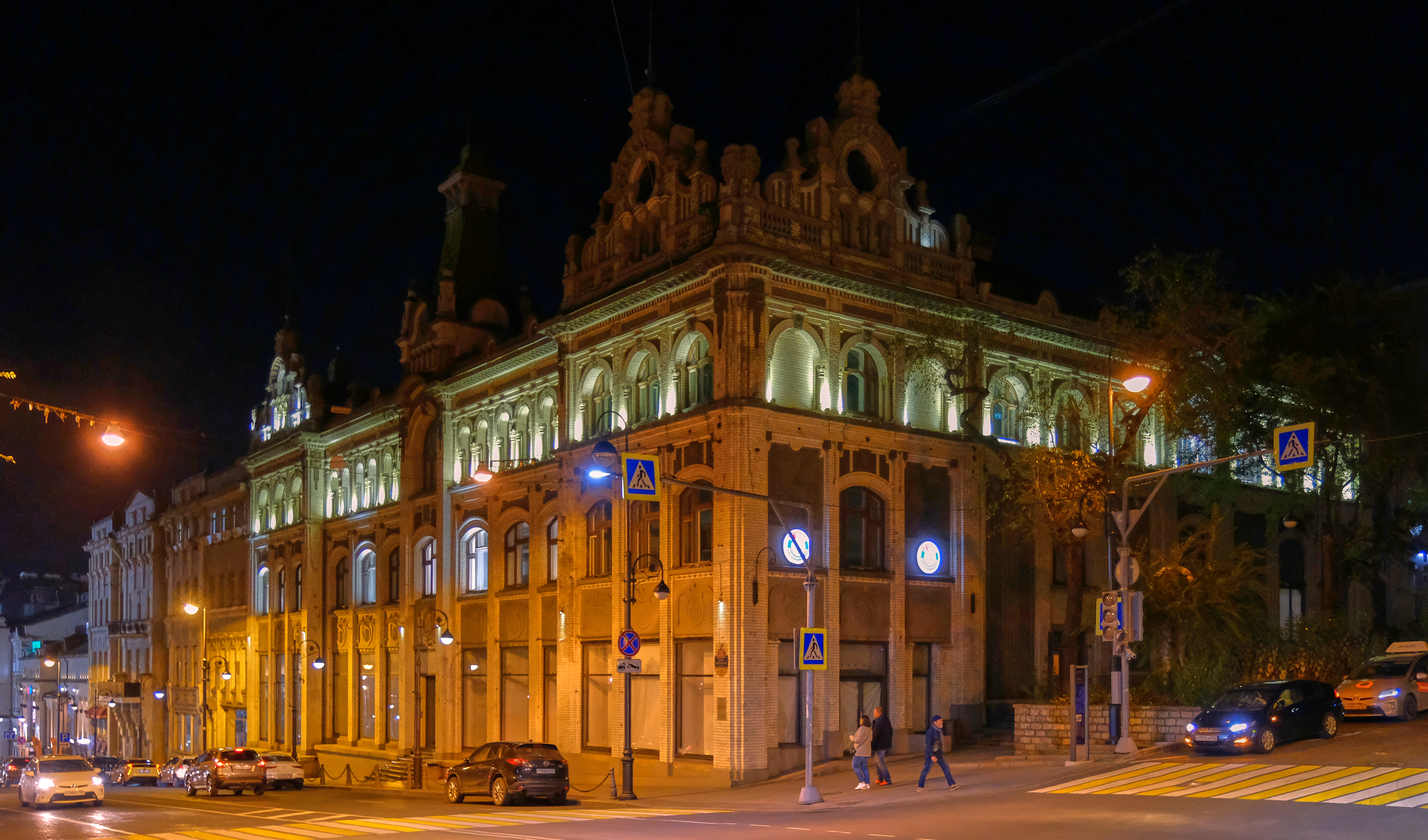
Вечерний вид

Главный фасад имеет трёхчастную симметрично-осевую композицию: центральная ось, на которой первоначально располагался главный вход, выделена двумя массивными пилонами, объединёнными на уровне карниза козырьком типа «панцирь черепахи» на фигурных металлических кронштейнах и образующими портал типа пайол. Над ними расположена квадратная башенная надстройка с волнообразными полуфронтонами на всех гранях, увенчанная двухъярусной шатрово-купольной крышей и пинаклями по углам. Ризалит с декорированным шатром — композиционный центр парадного фасада, имеющий особую декоративность. Над окном второго этажа расположены барельефы маленьких Гермесов: один держит в руке якорь, другой — кадуцей. На замковом камне окна третьего этажа расположены символы бога торговли Меркурия — жезл и крылатый шлем. Маскароны драконов с высунутыми языками акцентируют углы башен и держат кронштейны фонарей.
Плоскость главного фасада фланкирована симметричными резалитами, увенчанными многоярусными центральносимметричными фигурными фронтонами, ограниченными по бокам парапетными тумбами с лепным декором и балюстрадой с бетонными балясинами, с тремя полукруглыми окнами и полукруглыми пилястрами в простенках между ними, круглым отверстием с кованой решёткой, двумя вазонами над лопатками и массивной тумбой с лепным декором и металлическим шпилем по центральной оси ризалита.
Декор главного фасада условно поделён на три яруса по высоте и меняется соответственно им. Первый этаж украшен метопами с геометрическим узором — типичным элементом европейского модерна. Сандрики второго этажа декорированы картушами с гербами в обрамлении усложнённых вензелей из земляничных листьев — характерного мотива средневековой немецкой архитектуры. Верхний ярус главного фасада заполнен пышным барочным декором, при этом вычурные фронтоны криволинейных очертаний трактованы как самостоятельные архитектурные элементы, отделённые от плоскости стен профилированным карнизом. Расположенные в верхнем ярусе замковые камни украшены лепными скульптурами оскаленных химер, которые с одинаковой неопределённостью трактуются как тигры или драконы.
Окна также меняют своё очертание и характер обработки на каждом этаже. На первом этаже они прямоугольные витринного типа (12 окон и входная дверь по центру); на втором — лучковые (13 окон); на третьем — полуциркулярные: в ризалитах по 3 окна, по бокам пилонов — по 3 сдвоенных окна, образующих аркатурный пояс. Архивольты всех окон 3 этажа, с лепным декором на замковых камнях, опираются на круглые в плане колонны с кубоватыми капителями.
Узкие межоконные простенки первого и второго этажей выделены пилястрами. Углы здания обозначены плоскими лопатками, в верхней части которых расположены лепные маски в восточном стиле. Маски восточных драконов, размещённые на фасаде, стали влиянием китайской архитектуры, в которой они часто становились мотивом декора с функцией защиты от демонов. Более масштабны они на верхней части пилястр ризалитов. Меньшего размера — на замковых камнях проёмов третьего этажа.
Стены завершаются широким раскрепованным фризом и карнизом на модульонах с сухариками. Подоконные и надоконные простенки второго этажа и входной портал украшены лепным орнаментом в стиле модерн. Стены возведены из кирпича: уличные фасады и северо-западный торец облицованы декоративной плиткой и частично оштукатурены.
На юго-восточном фасаде горизонтальные членения и формы оконных проёмов повторяют решения юго-западного фасада. Фасад членится вертикально тремя разномасштабными ризалитами. Над центральным ризалитом изгибом венчающего карниза образуется козырёк лучкового очертания. На правом ризалите и на центральных участках стен между ризалитами на первом и втором этажах расположены оконные и дверные проёмы, а по осям простенков — вставки из декоративной штукатурки. Архивольты окон третьего этажа с арочными полукруглыми перемычками опираются на круглые колонны, одиночные и сдвоенные.
Оконные заполнения широких проёмов на уличных фасадах имеют сложный симметричный рисунок в стиле модерн. На потолке мансарды расположены зенитные окна с заполнением витражом с рисунком в стиле модерн — уникальное произведение прикладного искусства. Окна дворового фасада в настоящее время заменены на пластиковые без соблюдения первоначальной композиции.
Крыша здания сложная: многоскатная, фальцевая кровля выполнена из листовой кровельной стали. Башня по оси центрального входа со стороны улицы Светланской покрыта четырёхскатной шатровой кровлей и завершается четырёхлотковой криволинейной сомкнутой кровлей с деревянными кронштейнами и шпилем. По оси крайнего правого ризалита входа с улицы Уборевича расположена четырёхлотковая криволинейная сомкнутая кровля со шпилем и флюгером в виде золочёного петушка.

### Интерьеры
В декоре интерьеров здания изначально было заметно смешение элементов барокко и модерна. Последний был представлен линейным, флористическим узором на потолке, капителями колонн, исполненными в виде переплетённых стеблей растений. К традиции барокко восходили накладные детали в виде картушей в обрамлении цветов и листьев. В целом интерьер демонстрирует смешение высокохудожественных и утилитарных деталей.
Перекрытия в здании в большинстве своём плоские, потолки оштукатурены и обильно украшены декором в стиле модерн: многочисленными потолочными розетками разных типов с растительным орнаментом; потолочными карнизами с растительным орнаментом и кронштейнами; штукатурными тягами. В подвале здания перекрытия выполнены в виде кирпичных сводов по металлическим балкам.
Полы на всех этажах выложены первоначальной керамической плиткой с мозаичным геометрическим узором, в подвале и мансарде — бетонные. Полы лестничных клеток выложены первоначальной керамической плиткой, мозаичной и шахматной.
В торговых залах первого, второго и третьего этажей перекрытия поддерживают круглые в плане колонны с круглыми базами и внеордерными капителями с растительным орнаментом. Количество колонн на каждом этаже разнится: на первом — 10 колонн; втором — 12 колонн; третьем — 24 колонны.
Двери: входные — деревянные массивные с металлическими пластинами с растительным орнаментом; межкомнатные двери — деревянные филёнчатые и деревянные остеклённые.
Парадная лестница в торговых залах выполнена из стали. Ступени облицованы мраморными плитами и плитками. Подступёнки ажурные, литые. Ограждение выполнено в виде металлической кованой окрашенной решётки. Лестница чёрного хода выполнена из бетона, с ограждением из стальной кованной решётки.
Здание наполнено произведениями прикладного искусства в интерьерах: кованым ограждением лифтовой шахты; высокими коваными канделябрами с круглыми светильниками перед парадной лестницей; висячими литыми профилированными элементами с коваными решётками между ними по периметру нижних поверхностей лестничных площадок парадной лестницы. На площадках парадной лестницы между 1, 2 и 3 этажами расположены два прямоугольных зеркала в деревянных рамах с полукруглыми завершениями, с витражными вставками, резным фигурным декором. Под окнами сохранились отопительные батареи с литым растительным орнаментом.

### Придомовая территория
На въезде, со стороны улицы Уборевича, под перекрытием пристройки, расположены исторические ворота, фланкированные стенами со столбами (по 2 с каждой стороны), отделанные так же, как и фасады, декоративной плиткой и рельефными лепными вставками. Крайние столбы, меньшие по высоте, увенчаны четырёхгранной пирамидальной бетонной крышей и «орехом». Средние, более высокие, увенчаны бетонными вазами с элементами растительного орнамента и барельефными головками с четырёх сторон. Так же декорированные вазы такого же декора имеются на двух других въездах, но установлены на стены, сложенные из грубо отёсанного природного камня. По мнению исследователя Ольги Обертас, скульптурный декор в виде девичьих головок похож на детские изображения — «округлость форм, мягкость очертания лиц со вздёрнутыми носиками, вьющиеся пряди волос, переплетённых цветами, — обнаруживает незаурядное мастерство анонимного скульптора».